# E2F4
E2F4 (англ. E2F transcription factor 4) – білок, який кодується однойменним геном, розташованим у людей на короткому плечі 16-ї хромосоми. Довжина поліпептидного ланцюга білка становить 413 амінокислот, а молекулярна маса — 43 960.
| 10         |  | 20         |  | 30         |  | 40         |  | 50         |
| ---------- |  | ---------- |  | ---------- |  | ---------- |  | ---------- |
| MAEAGPQAPP |  | PPGTPSRHEK |  | SLGLLTTKFV |  | SLLQEAKDGV |  | LDLKLAADTL |
| AVRQKRRIYD |  | ITNVLEGIGL |  | IEKKSKNSIQ |  | WKGVGPGCNT |  | REIADKLIEL |
| KAEIEELQQR |  | EQELDQHKVW |  | VQQSIRNVTE |  | DVQNSCLAYV |  | THEDICRCFA |
| GDTLLAIRAP |  | SGTSLEVPIP |  | EGLNGQKKYQ |  | IHLKSVSGPI |  | EVLLVNKEAW |
| SSPPVAVPVP |  | PPEDLLQSPS |  | AVSTPPPLPK |  | PALAQSQEAS |  | RPNSPQLTPT |
| AVPGSAEVQG |  | MAGPAAEITV |  | SGGPGTDSKD |  | SGELSSLPLG |  | PTTLDTRPLQ |
| SSALLDSSSS |  | SSSSSSSSSN |  | SNSSSSSGPN |  | PSTSFEPIKA |  | DPTGVLELPK |
| ELSEIFDPTR |  | ECMSSELLEE |  | LMSSEVFAPL |  | LRLSPPPGDH |  | DYIYNLDESE |
| GVCDLFDVPV |  | LNL        |  |            |  |            |  |            |

A: Аланін

C: Цистеїн

D: Аспарагінова кислота

E: Глутамінова кислота

F: Фенілаланін

G: Гліцин

H: Гістидин

I: Ізолейцин

K: Лізин

L: Лейцин

M: Метіонін

N: Аспарагін

P: Пролін

Q: Глутамін

R: Аргінін

S: Серин

T: Треонін

V: Валін

W: Триптофан

Кодований геном білок за функціями належить до активаторів, фосфопротеїнів. 
Задіяний у таких біологічних процесах, як транскрипція, регуляція транскрипції, клітинний цикл, біогенез та деградація війок, ацетилювання. 
Білок має сайт для зв'язування з ДНК. 
Локалізований у ядрі.